# Normal vara
En normal vara är inom nationalekonomin en vara som påverkas av ändringar i konsumentens inkomst på det sätt man kan förvänta sig, det vill säga att efterfrågan på varan ökar om inkomsten stiger. Motsatsen är en inferiör vara, där efterfrågan sjunker när konsumentens inkomst stiger.
Om en normal varas inkomstelasticitet överstiger 1, kallas den för lyxvara (t.ex. märkesklockor). Medan om inkomstelasticiteten ligger mellan 0 och 1, kallas den för basvara (t.ex. bröd).